# Hugo Machado (kolarz)
Hugo Mario Machado Cabral (ur. 3 lipca 1923 w Rocha, zm. 8 lipca 2015 w Montevideo) – urugwajski kolarz szosowy, uczestnik dwóch konkurencji Letnich Igrzysk Olimpijskich 1952, brązowy medalista mistrzostw Urugwaju 1952.

## Wyniki olimpijskie
| Igrzyska      | Konkurencja                             | Czas      | Wynik |
| ------------- | --------------------------------------- | --------- | ----- |
| Helsinki 1952 | Wyścig indywidualny ze startu wspólnego | 5-23:33.7 | 39.   |
| Helsinki 1952 | Wyścig drużynowy ze startu wspólnego    | 5-23:33.7 | 13.   |